# Seeing Sounds
Seeing Sounds är det amerikanska bandet N.E.R.D.:s tredje album. Skivan släpps i USA den 10 juni 2008.

## Låtlista
1. "Intro"
2. "Everyone Nose (All the Girls Standing in the Line for the Bathroom)" - 3:42
3. "Spaz" - 3:51
4. "Time for Some Action"
5. "Kill Joy"
6. "Anti-Matter"
7. "Happy"
8. "Sooner or Later"
9. "Windows"
10. "Yeah You"
11. "You Know What"
12. "I Can't Get It Out of My Head"
13. "Someday I'll Laugh About It"
14. "Laser Gun Carrying"
15. "Love Bomb"